# Injustice: Gods Among Us
Injustice: Gods Among Us (no Brasil, Injustiça: Deuses Entre Nós) é um jogo eletrônico de luta desenvolvido pela NetherRealm Studios e publicado pela Warner Bros. Games em Abril de 2013 para Nintendo Wii U, PlayStation 3, Xbox 360 e Windows. Uma versão gratuita para dispositivos móveis Android e iOS foi lançada em 3 de Abril e 21 de Novembro de 2013, respectivamente. Injustice: Gods Among Us coloca os jogadores a controlar personagens do universo da DC Comics.  A sua aparência é baseada na série The New 52.
Injustice: Gods Among Us recebeu no geral boas análises por parte dos críticos, conseguindo uma pontuação média de 81.04% e 82.05% do site GameRankings, e 78/100 e 81/100 do Metacritic para as versões PlayStation 3 e Xbox 360, respectivamente. A história, a jogabilidade, os gráficos entre outros aspectos do jogo tiveram uma recepção variada nas análises.

## Jogabilidade
Injustice: Gods Among Us é um jogo de luta que coloca os jogadores a controlar personagens do universo da DC Comics em combate uns contra os outros. Como é um jogo da NetherRealm Studios, irá ter alguns personagem da série Mortal Kombat. Injustice desenvolve-se em combates num plano de duas dimensões, embora as personagens e os cenários de fundo serão em três dimensões. Cada combate consiste apenas numa ronda; no entanto, cada jogador tem duas barras de energia. Com o intuito de fazer Injustice mais acessível para jogadores casuais, o jogo usa um mecanismo apenas de quatro botões: leve, médio e pesado, juntamente com o botão "marca de carácter" que activa uma habilidade especifica desenhada para diferenciar cada personagem. Por exemplo, quando activado pelo Superman este tem um aumento de força temporário, enquanto que a "marca" do Batman faz aparecer um bando de morcegos robóticos.
Ed Boon, co-fundador e director criativo da NetherRealm Studios, afirmou que os personagens irão ser divididos em duas categorias - aqueles com poderes e outros com engenhocas. Alguns lutadores terão mais do que um estilo de luta, como por exemplo a habilidade do Asa Noturna de trocar entre um bastão e um par de armas de escrima ou a Mulher-Maravilha trocar entre o Laço da Verdade e uma espada com escudo.
Os combates baseiam-se em localizações, como a Batcaverna e a Fortaleza da Solidão, e contêm múltiplos níveis e objetos que permitem ao jogadores interagir. Cada arena tem os seus próprios elementos, e os personagens exploram-nos de maneira diferente dependendo da sua classe. Por exemplo, uma personagem que usa engenhocas, como o Batman, pode disparar projéteis para fazer explodir um automóvel, enquanto uma personagem que usa mais os poderes, como o Superman, pode agarrar no mesmo automóvel e usá-lo contra os oponentes. De acordo com Boon, selecionar os niveis onde se vai jogar é tão importante como a escolha da personagem. Os jogadores têm a opção de desligar os elementos interativos.

Asa Noturna contra Superman. Cada lutador tem uma "super barra" que vai sendo preenchida com energia que pode ser usada para fazer ataques especiais.

Enquanto os jogadores lutam, as suas "super barras" vão sendo preenchidas com energia que depois pode ser usada para fazer ataques especiais ou movimentos poderosos. As barras são únicas por cada personagem e são usadas de diferentes maneiras. Cada "super barra" consiste de dois componentes: a barra primária, dividida em quatro secções, usada para fazer movimentos especiais aprimorados e uma sub-barra secundária desenhada para a "marca de carácter" (Por exemplo, a Mulher-Maravilha usa a energia da barra para mudar entre dois estilos de luta, enquanto Solomon Grundy usa-a em vários movimentos para agarrar os adversários). Com a barra cheia, os jogadores podem fazer o seu ataque especial mais forte que provoca muitos danos. Os jogadores também podem fazer combates de apostas, chamado "Sistema Clash", que combinam cutscenes individuais com o processo de apostar porções da "super barra". Em adição aos danos feitos em batalha, o vencedor também rouba energia da barra do adversário.
O modo história é dividido em vários capítulos. À medida que a narrativa decorre, o jogador troca entre vários personagens (similar a Mortal Kombat). Minijogos, como quick time events, estão incorporados na história. O resultado desses eventos ou minijogos podem ter impacto na batalha seguinte, como por exemplo dar mais energia ao personagem do jogador sobre o seu adversário. Outras características incluem o modo "S.T.A.R. Labs", que consiste em várias missões que dão estrelas ao jogador quando completado. O multijogador online incluirá o modo "King of the Hill" (similar a Mortal Kombat), um jogo que permite até oito jogadores assistirem a uma luta enquanto esperam pela sua vez para combater. Jogando em qualquer modo de jogo, incluindo online, dá ao jogador pontos de experiência que servem para desbloquear avatares entre outros prémios.
Na versão Wii U os jogadores podem jogar inteiramente no GamePad da consola e quando a televisão estiver a ser usada, pode-se recorrer ao GamePad para se usar ataques rápidos, algo que foi descrito com o intuito de fazer Injustice mais acessível para jogadores menos experientes.

## Premissa
A campanha de Injustice: Gods Among Us foi escrita pela NetherRealm Studios em colaboração com os escritores da DC Comics como uma história independente. Descrita pela NetherRealm como "Modo História 3.0", a campanha é similar a Mortal Kombat vs. DC Universe e a Mortal Kombat de 2011, com o uso de uma narrativa cinemática versus a tradicional progressão "em-escada". De acordo com o designer John Edwards, o enredo foi criado para racionalizar as mecânicas de luta do jogo, entre personagens que normalmente não lutariam um contra o outro e como por exemplo o Batman consegue estar em igualdade com o Superman. Os escritores Justin Gray e Jimmy Palmiotti servem como consultores da história, para garantir que os personagens mantêm vozes adequadas em Injustice.
Seguindo-se à destruição de Metrópolis e as mortes de Lois Lane, seu filho não nascido e o seu melhor amigo Jimmy Olsen, tudo por causa do Coringa, Superman estabelece um novo regime mundial, fazendo com que os heróis fiquem em oposição uns contra os outros. A batalha prossegue entre as forças do regime do Superman e os aliados da rebelião de Batman.

## Enredo
Depois que o Coringa destrói Metrópolis com uma arma nuclear (enganando Superman, que acreditava estar lutando contra Apocalypse mas acaba matando Lois Lane e o seu filho não nascido), Superman assassina o Coringa diante de Batman e estabelece uma nova ordem mundial. Ao longo dos meses, a batalha entre as forças do Regime do Superman e os aliados da Rebelião de Batman tem continuidade.
Capítulo 1 (Batman):Enquanto isso, na Terra original, a Liga da Justiça enfrenta Adão Negro, Apocalypse, Ares e outros vilões enquanto Batman confronta e derrota o Exterminador no Asilo Arkham. Batman vai até a Torre de Vigilância dar suporte a Ciborgue e Asa Noturna, encontrando Mulher-Gato (neutralizada pelos heróis antes da chegada de Batman), Bane e Lex Luthor. Batman vence a última dupla e percebe que há uma bomba em Metrópolis. Batman chega primeiro na praça onde a bomba está e encontra o Coringa. Quando o palhaço está prestes a acionar a bomba, Batman pula em sua direção, enquanto Flash, Aquaman, Arqueiro Verde, Lanterna Verde e Mulher Maravilha correm até a praça. Um evento inexplicável ocorre e Aquaman, Batman, Coringa, Mulher-Maravilha, Arqueiro Verde e Lanterna Verde vão parar na Terra do Regime do Superman.
Capítulo 2 (Lanterna Verde): Depois de chegar a este mundo, na tentativa de descobrir o que aconteceu, Aquaman viaja até a Atlântida para pesquisar os arquivos enquanto o Lanterna Verde vai recarregar o seu anel. Depois de derrotar Ravena e Cyborg em batalha, tendo-os surpreendido torturando o Exterminador, Lanterna Verde desafia Sinestro e sua versão alternativa (aqui um membro da Tropa Sinestro), enquanto eles tentam capturar a Mulher-Maravilha e o Arqueiro Verde, subsequentemente encontrando o Batman deste mundo.
Capítulo 3 (Aquaman): Após descobrir que os atlantes concordaram com o tratado que coloca Superman no controle quase total do seu exército, Aquaman rejeita o tratado, derrotando o Flash, Shazam e sua própria versão alternativa, antes de Ares aparecer. Reconhecendo que está enfraquecido pela falta de conflito, Ares ordena que Aquaman se una aos rebeldes, entre eles um Lex Luthor que nunca foi um criminoso. Batman explica que na Batcaverna há uma arma que pode derrotar o Superman.
Capítulo 4 (Coringa): Transportado para este mundo com os outros heróis, Coringa derrota o "seu" Batman no momento em que o Regime o captura, apenas para aliar-se, posteriormente, à Arlequina deste mundo. Depois que o grupo da Arlequina é atacado por Asa Noturna (Damian Wayne, que assumiu o manto após acidentalmente assassinar Dick Grayson) e pela Mulher-Gavião, eles são salvos pelos heróis, que vão até à Batcaverna para recuperarem a arma.
Capítulo 5 (Arqueiro Verde): Os heróis invadem a Mansão Wayne para adentrar a Batcaverna, enquanto o Batman explica como Coringa enlouqueceu Superman, além de revelar que o Arqueiro Verde desse universo morreu desafiando Superman. Arqueiro lidera os heróis até a sala de jantar, e encontram Nevasca e Solomon Grundy. Arqueiro Verde enfrenta Grundy e o derrota, mas ele se levanta e Lanterna Verde assume a luta. Nevasca congela Mulher-Maravilha e Arqueiro Verde derrota Nevasca. Lanterna Verde retorna da luta com Grundy. Mulher- Maravilha pergunta se Lanterna matou Grundy, mas Batman e Aquaman chegam e Batman fala que Grundy irá ficar bem. Na Sala da Justiça, Superman ordena à Lex Luthor a construção de um leitor que identificassem as "duplicatas". Lex fala que vai demorar, mas que vai dar um jeito. Na Batcaverna, os heróis pegam a arma para derrotar Superman e vão embora.
Capítulo 6 (Ciborgue): Entretanto, os heróis do outro mundo tentam recuperar os seus colegas, mas na sua primeira tentativa simplesmente enviam Ciborgue para uma realidade mais escura. Ciborgue ouve Lex Luthor e o Exterminador discutindo um plano para derrotar o Superman, provocando um breve confronto diante dos outros heróis deslocados explicando a situação para ele.
Capítulo 7 (Exterminador): Ciborgue consegue tomar o controle do teletransportar da Torre de Vigilância, mas Exterminador sai para enfrentar Flash e Shazam, fazendo uma armadilha. Enfrenta Shazam primeiro, depois lutando com Flash. Ele volta à companhia de Ciborgue, que xinga Slade por colocar o reator em estado crítico. Slade explica que a Torre de Vigilância precisava ser destruída dada à sua importância para o regime de Superman. Ciborgue liga para Batman e diz que  eles tem 90 minutos antes da Torre de Vigilância explodir. Lutohr liga e diz que precisa do Exterminador para invadir as Indústrias Ferris e pegar um poco de kriptonita. Batman liga para Arlequina e ordena que ela posicione seu pessoal. Harley diz que vai fazer isso enquanto solta o Coringa. Na Terra normal, Flash diz para Superman que consegue consertar a máquina extradimensional, mas como certas partes do sistema só funcional com CIborgue, não sabe quanto tempo vai demorar. Nevasca diz à Mulher-Maravilha
Com Cyborg e o Exterminador assumindo o controle sobre o sistema de teletransporte da Torre de Vigilância, os heróis planejam resgatar Batman, mas a tentativa de Lex Luthor de usar sua arma de kryptonita contra o Superman falha, acabando por matar o próprio Luthor. Percebendo o medo que a humanidade tem dele, Superman decide destruir Gotham City e Metrópolis e logo depois ir à Terra original para instaurar um novo regime nesse outro universo. Shazam se opõe a ideia e Superman o mata. Com a execução de Shazam, Flash vê que os heróis já foram longe demais e se une à Rebelião. Com a arma de kryptonita inutilizada, os heróis da Terra original sugerem trazer o Superman do seu mundo para parar o Superman deste mundo, mas são interrompidos por um ataque.
Durante a luta, a Mulher-Maravilha é contactada por Ares, que lhe diz que o plano do Superman será concretizado com a ajuda de um exercito de Amazonas. A Mulher-Maravilha derrota Ravena e a sua duplicata alternativa, antes de convencer as Amazonas a regressar ao seu antigo lema, de serem protetoras ao invés de conquistadoras. Quando a batalha começa, Batman convence o seu duplo alternativo a ter fé no Superman da Terra original, assim como ele também teve fé nos outros heróis deslocados. Superman chega a este mundo a tempo de derrotar Adão Negro e Aquaman, enquanto o exército das Amazonas da Mulher-Maravilha mantém o exército de Atlântida ocupado. Depois de derrotar o Apocalypse na Fortaleza da Solidão e encurralá-lo na Zona Fantasma, Superman enfrenta o seu duplo alternativo, rejeitando seus argumentos e a defesa de suas ações como uma autoridade maior ao impor um regime ditatorial sobre uma humanidade indefesa, e lhe dizendo que Lois ficaria com medo e nojo do que ele se tornou. Com a derrota do Superman alternativo, o resto do Regime se rende, e o Superman é mantido numa prisão onde é exposto à radiação solar vermelha para impedir a manifestação dos seus poderes.
Ao falar com o outro Batman para ser criado um novo governo de transição, o Superman da Terra original se dá conta de que podia ser igual ao seu duplo, mas Batman lhe diz que espera que Superman nunca se torne aquilo que o Superman alternativo se tornou, enquanto promete que estará lá se algo assim acontecer. Enquanto Batman e Superman desaparecem, o Superman alternativo se senta na sua cela, com uma pequena fração da visão de calor nos seus olhos, indicando que apesar da energia do sol vermelho ao seu redor, alguma parte restante de seu poder ainda se manifesta.

## Personagens
As personagens foram selecionadas internamente pela NetherRealm Studios com aconselhamento da DC Comics. O principal objetivo no processo de escolha seria ter um número de personagens vasto tem em vista o tamanho, habilidade e nível de super-poder. As personagens foram também escolhidos com o critério da sua popularidade, obscuridade, e pela maneira como se adequam na história de Injustice. Cada personagem requereu aproximadamente seis semanas de produção. Cada um foi desenhado com a intenção de serem únicos. Os estilos de luta e os movimentos foram criados com o conhecimento e personalidade de cada um dos lutadores. Ed Boon disse que a DC Comics deu à NetherRealm Studios muita liberdade, permitindo-lhes dar a sua própria ideia para cada um dos personagens.
Muitos outros personagens do universo da DC Comics aparecem como personagens não jogáveis, com aparências breves em cutscenes da história, níveis ou em outros modos de jogo. Não foi ainda confirmado se no futuro poderão vir a ser jogáveis.
| Personagens jogáveis           | Personagens jogáveis        | Personagens jogáveis     | Personagens jogáveis                | Personagens jogáveis          |
| Console                        | Console                     | DLCs                     | Formas alternativas (Premier Skins) | Exclusivos (versão mobile)    |
| ------------------------------ | --------------------------- | ------------------------ | ----------------------------------- | ----------------------------- |
| Adão Negro                     | Apocalipse                  | Batgirl (Barbara Gordon) | Damian Wayne (Asa Noturna)          | Arkhan Knight                 |
| Aquaman                        | Ares                        | Batgirl (Barbara Gordon) | Damian Wayne (Asa Noturna)          | Batgirl (Cassandra Cain)      |
| Arlequina                      | Arqueiro Verde              | Caçador de Marte         | Jay Garrick (Flash)                 | Crocodilo                     |
| Asa Noturna (Dick Grayson)     | Bane                        | Caçador de Marte         | Jay Garrick (Flash)                 | Darkseid                      |
| Batman (Bruce Wayne)           | Ciborgue                    | General Zod              | John Stewart (Lanterna Verde)       | Flash (Wally West)            |
| Coringa                        | Exterminador                | General Zod              | John Stewart (Lanterna Verde)       | Flash Reverso                 |
| Flash (Barry Allen)            | Lanterna Verde (Hal Jordan) | Lobo                     | Kendra Saunders (Mulher-Gavião)     | Lanterna Verde (Jessica Cruz) |
| Lex Luthor                     | Mulher-Gato                 | Lobo                     | Kendra Saunders (Mulher-Gavião)     | Pistoleiro                    |
| Mulher-Gavião (Shiera Sanders) | Mulher-Maravilha            | Scorpion                 | Superciborgue (Superman)            | Super-Choque                  |
| Nevasca                        | Ravena                      | Scorpion                 | Superciborgue (Superman)            |                               |
| Shazam                         | Sinestro                    | Zatanna                  | Terry McGinnis (Batman)             |                               |
| Solomon Grundy                 | Superman                    | Zatanna                  | Terry McGinnis (Batman)             |                               |
|                                |                             |                          | Thomas Wayne (Batman)               |                               |

Os personagens jogáveis em ambas plataformas (console, PC e mobile) estão destacados em negrito.
Os personagens de DLC (conteúdo de download) estão destacados em itálico.

### Dublagem
Pioneiro na dublagem em português entre os jogos de luta, Injustice: Gods Among Us traz consigo grandes nomes da dublagem brasileira, sendo que a maioria já dublou o personagem em questão em outras mídias, como séries animadas, filmes e live actions. A dublagem brasileira e original foi bastante elogiada pela crítica e pelos fãs.
Abaixo, a lista de dubladores originais e brasileiros.
| Personagem                    | Dublagem original | Dublagem brasileira             |
| ----------------------------- | ----------------- | ------------------------------- |
| Adão Negro                    | Joey Naber        | Alexandre Moreno                |
| Apocalipse                    | Khary Payton      | Samir Murad                     |
| Aquaman                       | Phil LaMarr       | Luiz Feier Motta                |
| Ares                          | J. G. Hertzler    | Luiz Carlos Persy               |
| Arlequina                     | Tara Strong       | Iara Riça                       |
| Arqueiro Verde                | Alan Tudyk        | Júlio Chaves                    |
| Asa Noturna (Damian Wayne)    | Neal McDonough    | Mário Tupinambá                 |
| Asa Noturna (Dick Grayson)    | Troy Baker        | Manolo Rey                      |
| Bane                          | Fred Tatasciore   | Paulo Bernardo                  |
| Batgirl                       | Kimberly Brooks   | Guilene Conte                   |
| Batman                        | Kevin Conroy      | Ettore Zuim                     |
| Caçador de Marte              | Carl Lumbly       | Dário de Casto Leonardo Serrano |
| Ciborgue                      | Khary Payton      | Eduardo Borgerth                |
| Coringa                       | Richard Epcar     | Isaac Schneider                 |
| Exterminador                  | J. G. Hertzler    | Jorge Vasconcellos              |
| Flash                         | Neal McDonough    | Marcelo Garcia                  |
| General Zod                   | Nolan North       | Dário de Castro                 |
| Lanterna Verde (Hal Jordan)   | Adam Baldwin      | Philippe Maia                   |
| Lanterna Verde (John Stewart) | Phil LaMarr       | Rodrigo Oliveira                |
| Lex Luthor                    | Mark Rolston      | Marcelo Mattos                  |
| Lobo                          | David Sobolov     | Raul Labancca                   |
| Mulher-Gato                   | Grey DeLisle      | Adriana Torres                  |
| Mulher-Gavião                 | Jennifer Hale     | Andrea Morucci                  |
| Mulher Maravilha              | Susan Eisenberg   | Priscila Amorim                 |
| Nevasca                       | Jennifer Hale     | Gabriela Bicalho                |
| Ravena                        | Tara Strong       | Mariana Torres                  |
| Scorpion                      | Patrick Seitz     | Eduardo Dascar                  |
| Shazam                        | Joey Naber        | Marco Antonio Costa             |
| Sinestro                      | Troy Baker        | Márcio Simões                   |
| Solomon Grundy                | Fred Tatasciore   | Ronaldo Júlio                   |
| Superman                      | George Newbern    | Guilherme Briggs                |
| Zatanna                       | Lacey Chabert     | Christiane Louise               |

## Desenvolvimento
O jogo foi anunciado a 31 de maio de 2012. Ed Boon disse que a NetherRealm Studios desejava fazer algo fora do universo de Mortal Kombat e diferente no género de jogos de luta. O produtor Hector Sanchez disse que o estúdio não está restringido aos parâmetros da série Mortal Kombat, e que está disposto a correr mais riscos com Injustice. Similar ao anterior jogo da DC Comics de Ed Boon, Mortal Kombat vs. DC Universe, haverá restrições ao quão violento o jogo poderá ser, no entanto Boon afirmou que planeia substituir a violência com "doideira e ação acima dos limites." Boon revelou planos para oferecer um conteúdo muito rico para os modos de um jogador e características para jogadores de torneios.
O enredo está a ser produzido por escritores da Netherrealm Studios e da DC Comics com o objectivo de ser uma história independente. Segundo John Edwards, a história serve para racionalizar a mecânica de combate do jogo entre os personagens que normalmente não lutam entre si e explicar como personagens com engenhocas, como o Batman, podem "ficar de igual para igual" com personagens de energia (ou poder) como o Superman.
A NetherRealm Studios informou que está a produzir um sistema automático para descarregar o conteúdo transferível para as consolas dos jogadores. Enquanto está a ser usado, o jogo liga-se à Internet e transfere as informações necessárias para os jogadores que compraram personagens (em formato DLC) para jogar contra outros que não as têm. Além disso, Ed Boon confirmou que o conteúdo transferível não está incluído no disco. Devido a reclamações sobre a latência no jogo verificada no título anterior da NetherRealm Studios, Mortal Kombat, Boon disse que a equipa de produção criou "um novo sistema, mais elaborado" e que está a melhorar o código de rede para uma melhor experiência online.
Hector Sanchez, produtor da NetherRealm Studios, confirmou que o jogo terá dublagem em Português brasileiro. Além disso, a edição brasileira do jogo virá com um código para transferir conteúdo de novas roupas para o Coringa e a Mulher Gato, e uma cópia do filme Liga da Justiça: Doom, A Legião do Mal.

### Motor de jogo
O jogo usa uma versão modificada do motor Unreal Engine 3, similar a Mortal Kombat vs. DC Universe e Mortal Kombat. No diário de desenvolvimento, NetherRealm afirmou que várias questões técnicas foram melhoradas desde o lançamento de Mortal Kombat em 2011. Sanchez disse que a equipa KoreTech "puxou os limites do motor gráfico com inovações de ponta desta tecnologia." Urbano acrescentou que o jogo contém um novo jogo de luzes, mais dinâmico no que toca a ambientes e personagens. Foi criado um novo sistema de "material de personagem" para que estas tivessem mais detalhe gráfico. Injustice também utiliza um motor capaz de colocar objectos três vezes mais objectos no ecrã do que em Mortal Kombat.

## Lançamento e Marketing
Injustice: Gods Among Us foi lançado a 16 de Abril de 2013 na América do Norte e Brasil, seguindo-se na Austrália a 17 de Abril e 19 de Abril na Europa para PlayStation 3, Xbox 360 Alguns vendedores australianos, incluindo JB Hi-Fi e EB Games começaram a vender cópias uns dias antes, a 15 de Abril de 2013. A versão Wii U de Injustice foi adiado no Reino Unido para 26 de Abril de 2013. O jogo vai ser editado no Japão a 9 de Junho de 2013 para PlayStation 3 e Wii U.

Conteúdo da versão europeia da Injustice Gods Among Us: Collectors Edition.

Antes do lançamento do jogo, a NetherRealm Studios produziu uma aplicação móvel grátis de Injustice: Gods Among Us para os aparelhos iOS. A aplicação utiliza um sistema de batalhas baseado em cartas coleccionáveis, e pode ser usada para desbloquear bónus nas versões Xbox 360 e PlayStation 3 do jogo. A versão para Wii U não inclui esta característica.
Um álbum com música de vários artistas incluindo Rise Against, Depeche Mode, MSTRKRFT, Awolnation, Minus the Bear e Zeus, será editado pela WaterTower Music. Com o nome Injustice: Gods Among Us - The Album, o álbum está disponível no formato digital desde 16 de Abril de 2013, para coincidir com o lançamento do jogo. Também foi editado em CD a 23 de Abril de 2013.
Antes do lançamento do jogo, a Warner Bros. Interactive e a DC Entertainment fizeram uma campanha de marketing que durou 10 semanas com o nome Injustice Battle Arena. A série, apresentada por Taryn Southern, mostrava batalhas semanais entre as personagens do jogo num estilo de torneio. Em cada semana, a arena era actualizada com diferentes cenários. Os fãs podiam votar no seu personagem favorito, e um vídeo, com a personagem vencedora de cada ronda, era lançado depois do período de votação. Eram também mostrados vídeos, juntamente com o novo par de lutadores, com as pericias de cada combatente, incluindo entrevistas com celebridades. Os convidados especiais nas entrevistas incluíam Tara Strong, Wayne Brady, Jason Mewes, Kevin Smith, Kevin Conroy, Stephen Amell, Scott Porter, George Newbern, Nolan North, Brian Bloom, Steven Blum, Fred Tatasciore, Scott Menville, Greg Cipes, Khary Payton, Jace Hall e Stan Lee.
A versão de demonstração do jogo foi lançada para PlayStation 3 e Xbox 360 a 2 de Abril de 2013 na América do Norte e a 3 de Abril de 2013 na Europa. A demonstração inclui Batman, Mulher-Maravilha e Lex Luthor.

### Bónus de Pré-Reserva
Ao fazer a pré-reserva na EB Games ou na GameStop os jogadores têm acesso ao "Red Son Pack", um pacote exclusivo com conteúdo para transferir, inspirado na minissérie de banda desenhada Superman: Entre a Foice e o Martelo (na qual Superman é o maior herói da União Soviética devido ao foguete que o trouxe à Terra ter caído neste país, ao invés dos Estados Unidos), que consiste em uniformes alternativos para o Superman, para a Mulher-Maravilha e para o Solomon Grundy e 20 missões adicionais situadas na história de Entre a Foice e o Martelo. A pré-reserva feita na Walmart norte-americana, oferece ao jogadores o "Arkham City Pack", um pacote exclusivo inspirado no videojogo Batman: Arkham City, com uniformes alternativos para o Batman, o Coringa e a Mulher-Gato. As ofertas da Best Buy e da Amazon alemã incluem o "Blackest Night DLC Pack", incluem um fato alternativo para o Batman, baseado na sua aparência de Lanterna Negro da história A Noite Mais Densa, e um exclusivo "modo zumbi" que transforma todos os personagens em mortos-vivos.

### Edições Especiais
Para além da edição padrão, a Injustice: Gods Among Us Collector's Edition está disponível para PlayStation 3 e Xbox 360 e inclui uma caixa em aço e outra de coleccionador, uma figura, um código digital para descarregar o filme Justice League: Doom, duas edições de uma série da DC Comics, e três fatos exclusivos para o Superman, Batman e Mulher-Maravilha, baseados na sua aparência em The New 52.
A versão americana e europeia oferecem diferentes figuras: a americana oferece uma estátua da Mulher-Maravilha a lutar contra o Batman na Fortaleza da Solidão, a tentar esmagar a cabeça deste com a cápsula de fuga, que o Superman usou para escapar de Krypton. Na Europa a estátua do par é um pouco mais pequena sem a arena nem objectos de ambiente.
Haverá também a The Battle Edition que, ao contrário da Collector's Edition, não tem a caixa, as figuras, a banda desenhada e os códigos para os filmes, mas inclui um "joystick" e três fatos extra.

### Conteúdo Adicional
A Season Pass, disponível para os utilizadores de Xbox 360 e PlayStation 3, dá acesso ao pacote Flashpoint Skin Pack, que contém fatos alternativos para Aquaman, Exterminador e Mulher-Maravilha, como apareceram na série Ponto de Ignição (que deu origem aos Novos 52 da DC), juntamente com mais quatro personagens para transferir, tudo com preço de desconto.

### Ultimate Edition
A edição Ultimate Edition do jogo, que inclui todo o conteúdo já lançado anteriormente foi editada a 12 e 29 de Novembro na América do Norte e Europa, respectivamente. Esta versão está disponível para PlayStation 3, PlayStation 4, Xbox 360, Microsoft Windows, e PlayStation Vita. A Netherealm já confirmou que depois do lançamento da Ultimate Edition, não haverá mais personagens como conteúdo adicional.

## Banda desenhada
Em Outubro de 2012, Ed Boon anunciou durante a EB Games Expo que Injustice terá a sua própria banda desenhada que detalha os eventos que convergem para a história do jogo, contando também com a participação de outros personagens da DC ausentes do jogo. A série será escrita por Tom Taylor e ilustrada por Jheremy Raapack. A banda desenhada foi lançada digitalmente uma vez por semana e começou a 15 de Janeiro de 2013. A série irá também ser editada em forma de livro de banda desenhada e mais tarde sobre a forma de edição de coleccionador. A história começa com as acções do Superman depois do Coringa ter assassinado Lois Lane e Jimmy Olsen, seguindo-se depois o ataque nuclear a Metropolis. A DC Collectibles também lançou a partir de Abril de 2013, uma linha de figuras de Injustice.

## Recepção
Injustice: Gods Among Us recebeu no geral boas análises por parte dos críticos, conseguindo uma pontuação média de 81.04% e 82.05% do site GameRankings, e 78/100 e 81/100 do Metacritic para as versões PlayStation 3 e Xbox 360, respectivamente. Os elogios dirigiram-se mais para a jogabilidade enquanto que a história teve uma recepção variada nas análises.
Vince Ingenito da IGN disse que o jogo "é tanto um bom jogo de combate como uma carta de amor para os fãs." Ingenito elogiou o modo história, as mecânicas de luta originais, e o uso da licença da DC, mas criticou muito os gráficos nas cutscenes, afirmando "o motor do jogo durante as cutscenes tenta recriar exércitos a combater, o horizonte de cidades destruídas, mas as texturas e os edifícios mal modelados corroem um pouco o impacto visual." Ingenito concluiu a análise a dizer que "apesar de derrapar um pouco sob o peso de tudo o que o jogo tenta realizar", Injustice "consegue definitivamente ganhar um lugar numa prateleira de um aficionado de jogos de luta, gostem ou não de banda desenhada."
Andrew Reiner da Game Informer considera "um jogo de luta bem afinado" que "mostra o espectáculo de um combate entre super heróis." Reiner aplaudiu a NetherRealm Studios por "ter uma vez mais oferecido um grande jogo de luta" fazendo notar que "a apreciação que a equipa faz do universo DC combina muito bem com a fórmula de Mortal Kombat, criando uma experiência que é um sucesso nos jogos de luta como em níveis de banda desenhada."
Matt Edwards da Eurogamer.net elogiou muito o conteúdo para um jogador, em particular o modo “S.T.A.R. Labs”, mas no entanto ficou muito preocupado com a estabilidade online do jogo, escrevendo que as melhoras feitas desde Mortal Kombat para reduzir a os problemas de latência "parecem ser marginais ao invés de mudarem o jogo." Edwards prossegue ao dizer que "em tudo o resto, Injustice é um pacote completo." Vítor Alexandre da Eurogamer.pt disse que "Injustice: God Among Us é uma evolução segura de Mortal Combat. Baseado no universo DC Comics, o seu maior trunfo é a jogabilidade profunda e inovadora, ainda que tenha como ponto de partida o modelo usado em Mortal Kombat".
Maxwell McGee da GameSpot sentiu que enquanto Injustice oferece "um jogo de luta complexo com algumas tramas", o jogo "infelizmente é inferior se comparado com outros jogos contemporâneos do mesmo género" e "como um todo, o pacote fica um pouco aquém." McGee criticou a história, descrevendo-a como "tão ridícula que quase roça a paródia," e lamenta a falta de tutoriais para jogadores novos e suporte para repetições. No entanto, apesar das críticas, McGee considera Injustice "um jogo de luta agradável."
Mikel Reparaz da Official Xbox Magazine disse que Injustice é "DC e NetherRealm no seu melhor." Reparaz disse que a jogabilidade é "rápida, destrutiva, e muito acessível", chamando a Injustice "um dos jogos de luta em 2D mais agradável em vários anos." Ray Carsillo da Electronic Gaming Monthly deu ao jogo uma pontuação quase perfeita, elogiando a história, as mecânicas, os artigos coleccionáveis, mas criticou os "longos e frequentes" tempos de carregamento. Brett Molina da USA Today deu 3.5 em 4, dizendo que a "NetherRealm um impressionante pacote com Injustice, combinando vilões e super heróis que os fãs da banda desenhada irão apreciar, com um estilo de luta que irá agradar a jogadores de todos os níveis."
Anthony Severino da PlayStation LifeStyle elogiou a história, as mecânicas de combate e a quantidade de conteúdo para jogar, mas no entanto criticou os gráficos dizendo que "não é dos jogos mais bonitos que vi" e que Injustice "tem poucas diferenças em relação a Mortal Kombat para ser um jogo único, tem tudo aquilo que fez o recomeço de Mortal Kombat brilhar, mas embalado num pacote do Universo DC."
Simon Miller da Videogamer diz que o único aspecto positivo do jogo é ser "divertido, um elemento que muitos jogos se esquecem de incluir" mas crítica muito os gráficos porque "parecem que foram feitos para a PlayStation 2", a história "ridícula" e a jogabilidade com "mecânicas inconsistentes." Mike Fahey da Kotaku tem uma opinião diferente em relação aos gráficos e à jogabilidade afirmando que o jogo tem "batalhas em maravilhosos ambientes interactivos" e que "é o melhor casamento entre heróis de banda desenhada e as mecânicas de um jogo de luta" apesar da razão para os combates ser "um pouco estúpida."

## Continuação
4 anos depois foi lançado uma sequência, intitulada  "Injustice 2: Every Battle Defines You" ou no como é chamado no Brasil "Injustice 2: Cada Batalha Define Você" que se passa 2 anos após os eventos do primeiro game.
Dessa vez Braniac é o vilão principal da trama.